# Aksjoche
Aksjoche (także Aksioche; gr. Άξιόχη Axióchē, łac. Axioche) – w mitologii greckiej jedna z nimf.
Z Pelopsem (z dynastii Pelopidów) miała syna Chrysipposa.